# Fontaine de la piazza Colonna

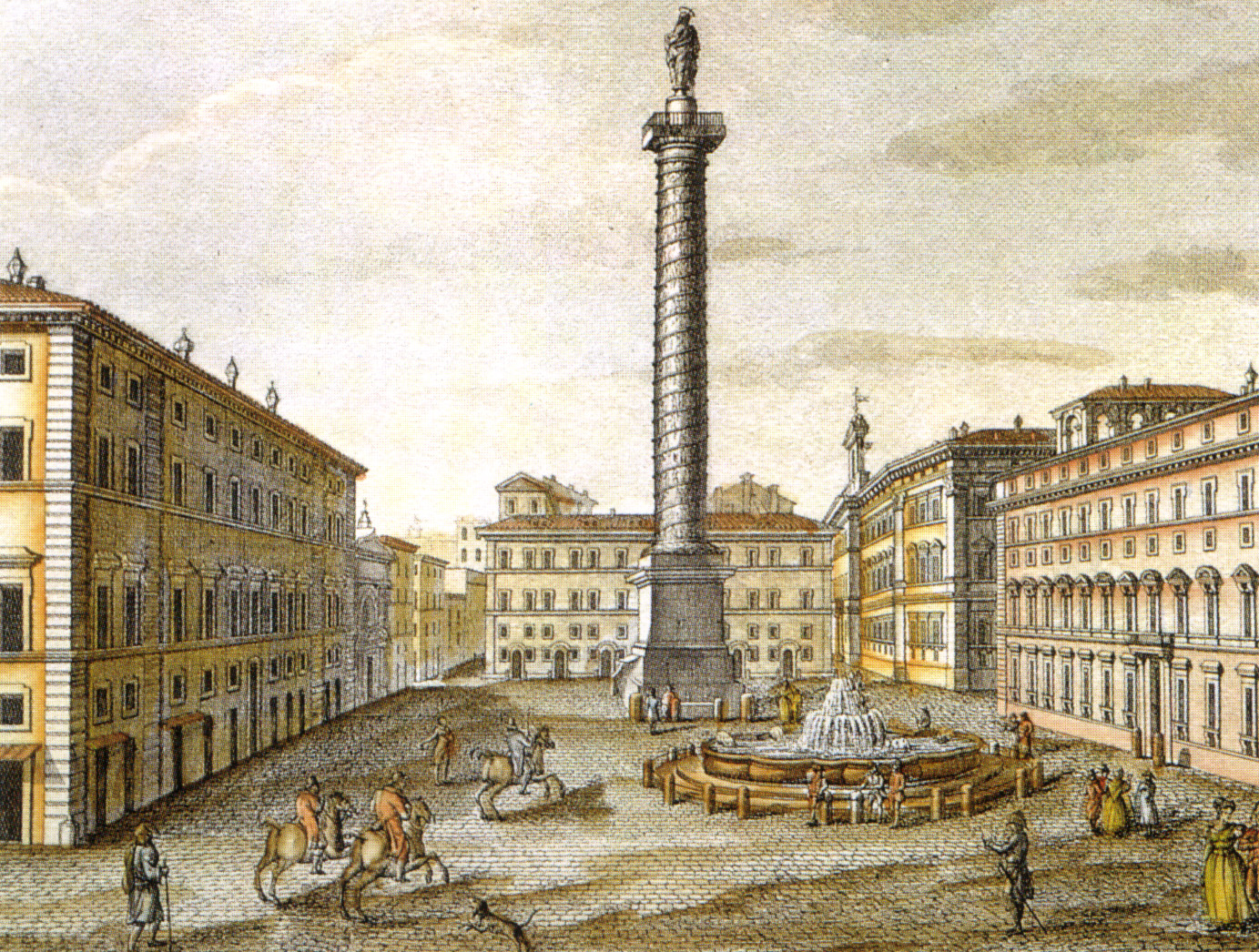
Piazza Colonna au XIXe siècle.

La fontaine de la Piazza Colonna est située à Rome, sur la place homonyme, à quelques mètres de la colonne de Marc Aurèle qui donne son nom à la place elle-même. 

## Histoire
Immédiatement après la restauration de l'aqueduc Aqua Virgo, achevée en 1570, les travaux ont commencé pour une ramification souterraine secondaire du conduit, afin d'atteindre la zone de l'ancien Campo Marzio, parmi les zones les plus peuplées de Rome, et par conséquent, la construction d'un certain nombre de fontaines était également prévue. Après celle de la Piazza del Popolo et les deux aux extrémités de la Piazza Navona (les fontaines " del Moro " et " del Nettuno "), commandées par le pape Grégoire XIII, Giacomo Della Porta, en 1575, a également conçu la fontaine de la Piazza Colonna. 

## Description
Elle est composée d'un grand bassin ovale-octogonal en marbre aux côtés courbes alternativement concaves et convexes, chacun étant orné exclusivement de deux bandes verticales externes, toujours en marbre, se terminant en bas par des têtes de lion, qui donnent l'idée de jambes sur lesquelles repose la même fontaine. À l'origine, l'ensemble du complexe, qui comprenait également un petit bassin central, reposait sur une rampe de cinq marches, dont il n'y a plus de trace en raison de l'élévation du niveau de la rue. 

## Images

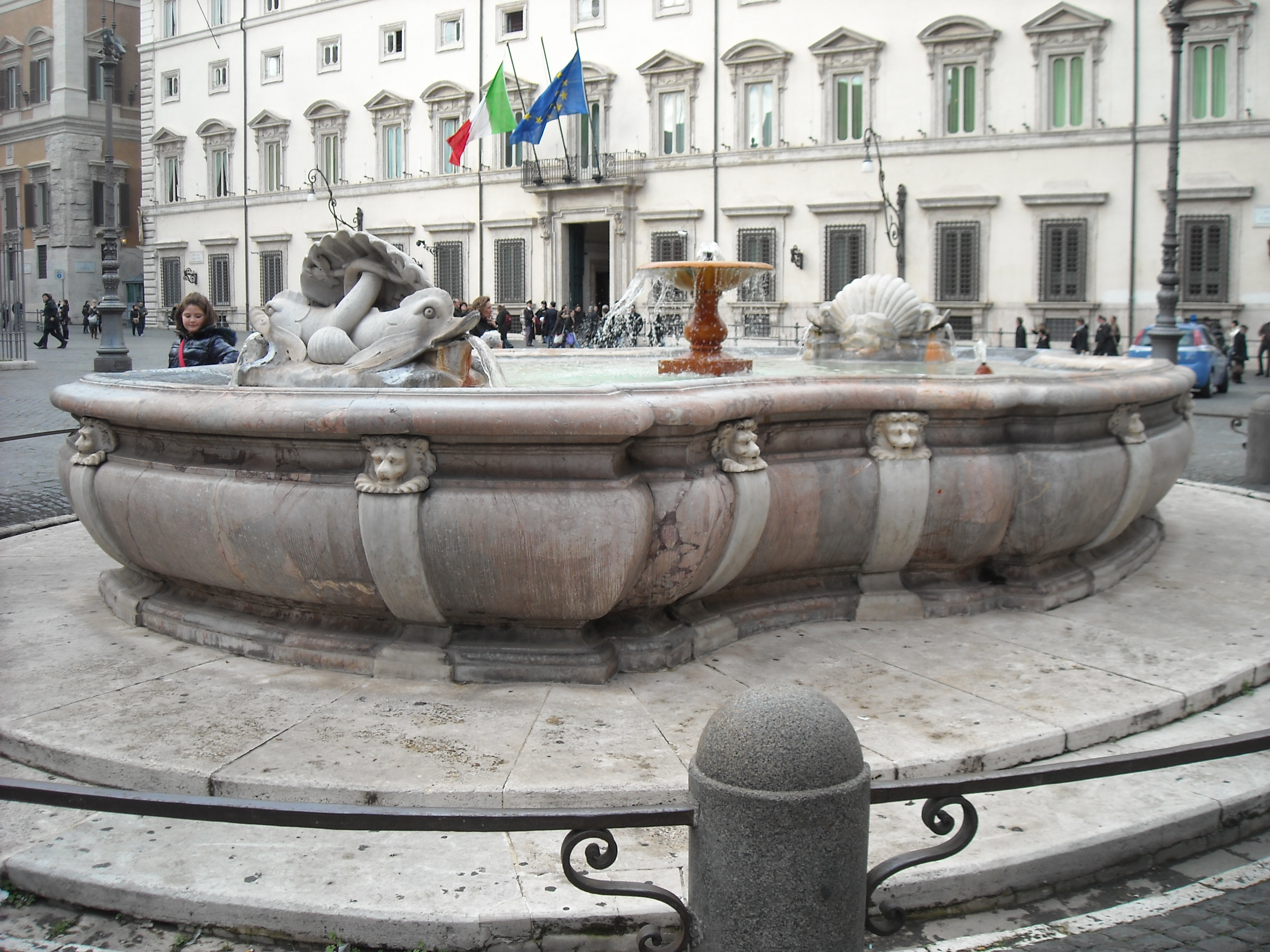
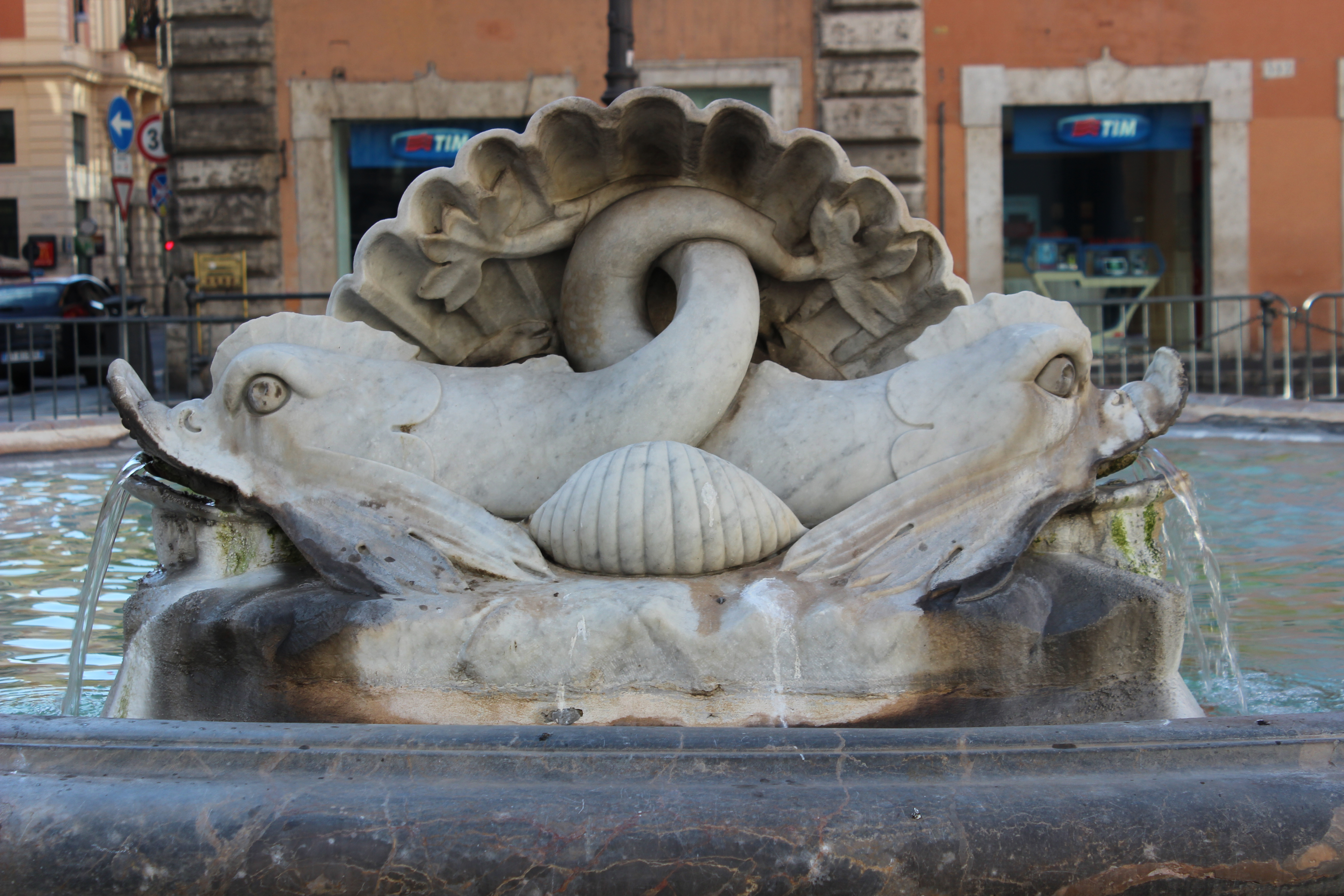
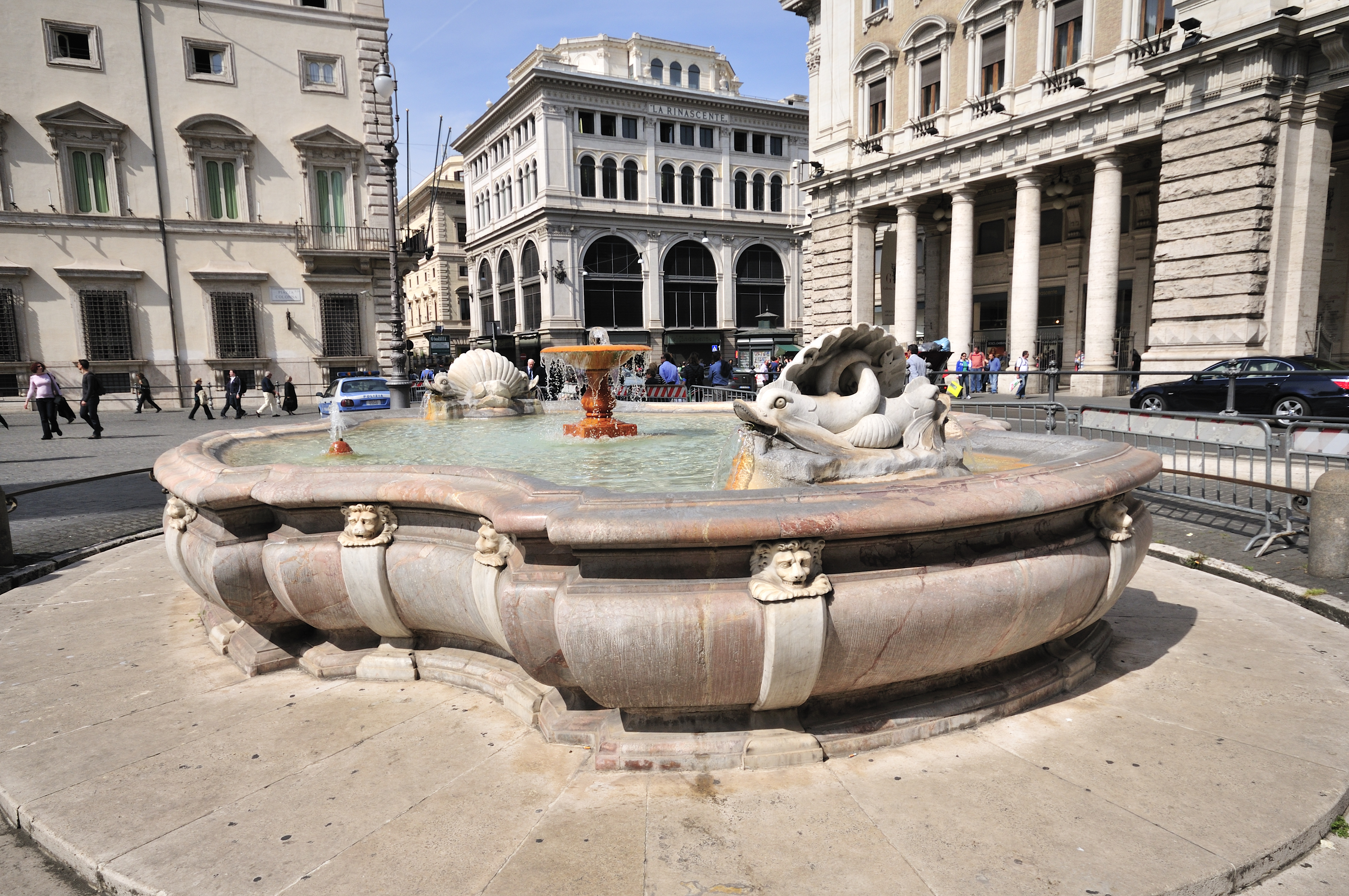
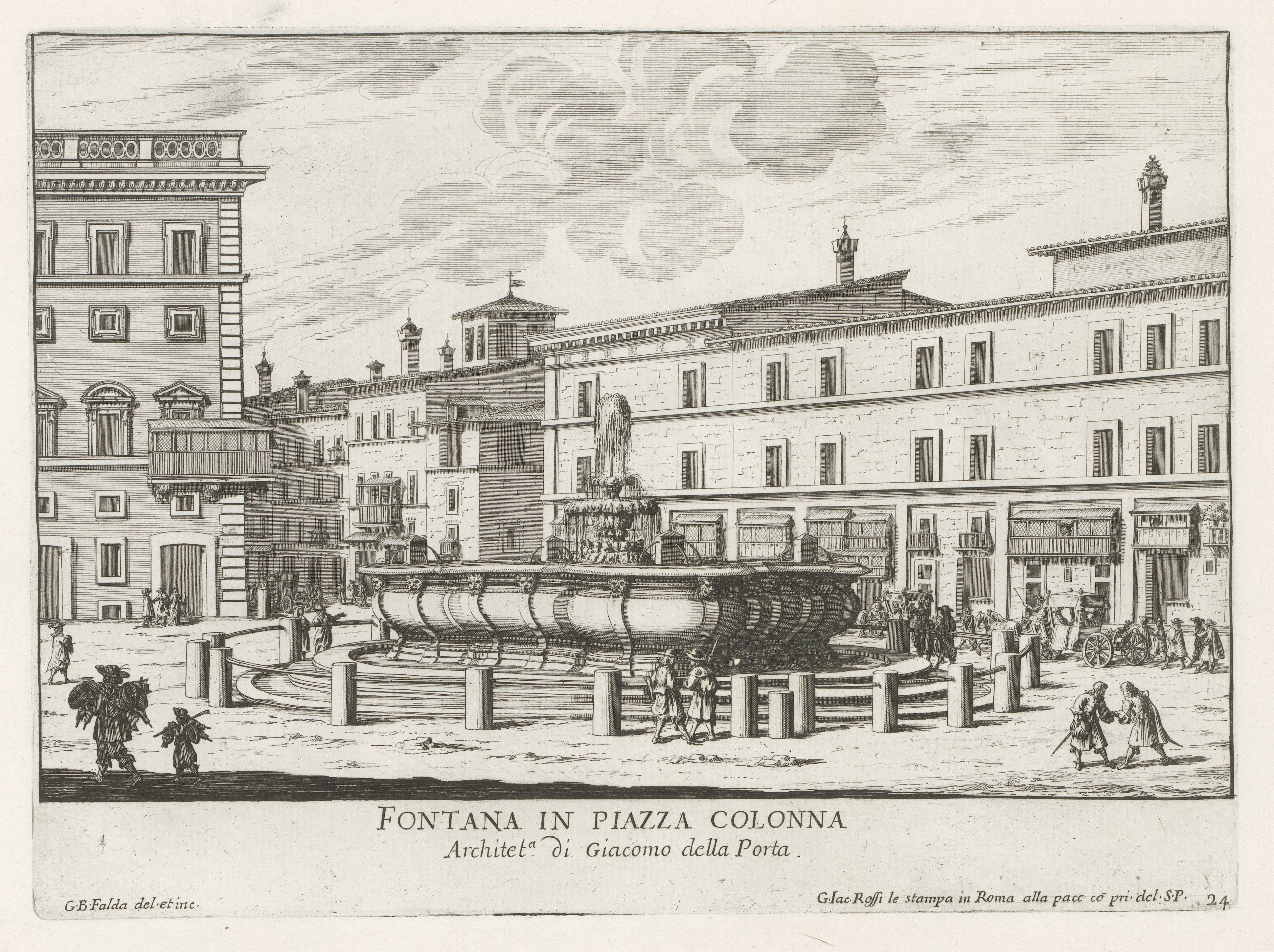